# 科斯托赫雷佐韋 (卡霍夫卡區)
46°33′45″N 33°35′7″E / 46.56250°N 33.58528°E
科斯托赫雷佐韋（烏克蘭語：Костогризове）是位於烏克蘭南部的村莊，由赫爾松州卡霍夫卡區的澤萊尼皮德市鎮負責管轄。該村始建於1878年，面積0.01平方公里，海拔高度39米，2001年人口924。